# British Aircraft Corporation TSR-2
El British Aircraft Corporation TSR-2 (en inglés: Tactical Strike and Reconnaisance, Mach 2; traducido al español: Bombardero Táctico y de Reconocimiento, Mach 2) fue un proyecto desarrollado por la British Aircraft Corporation (BAC) para un bombardero táctico y avión de reconocimiento que estaba previsto que entrase en servicio con la Royal Air Force, pero que fue cancelado a mediados de los años 1960.
El TSR-2 estaba diseñado para poder penetrar en el campo de batalla, a baja altitud y alta velocidad, para posteriormente atacar objetivos primarios con armamento nuclear o convencional. El TSR-2 también estaba concebido para realizar reconocimiento fotográfico a gran altitud y altas velocidades. Estos requisitos de diseño hacían del TSR-2 un avión de alta tecnología para la época en que se estaba desarrollando, que además se consideraba uno de los más avanzados para desempeñar estos papeles. A pesar de que solo uno de los prototipos llegó a volar, las pruebas de vuelo demostraron que la aeronave estaba preparada para alcanzar estas estrictas especificaciones en su diseño.
El TSR-2 fue víctima de decisiones políticas que, junto con las disputas entre las distintas ramas de las Fuerzas Armadas del Reino Unido sobre las futuras necesidades de defensa del país, llevaron a la controvertida decisión de abandonar el programa en 1965. Tras la elección del nuevo gobierno laborista, presidido por Harold Wilson, se procedió a la cancelación del TSR-2 debido al aumento de los costes de desarrollo, favoreciendo en su lugar la adquisición del General Dynamics F-111K Aardvark, una decisión que posteriormente fue también descartada debido a que los costes y el tiempo de desarrollo se dispararon. El programa TSR-2 se acabaría reemplazando con la adquisición de más aviones Blackburn Buccaneer y McDonnell Douglas F-4 Phantom II.

## Desarrollo

### Escenario operativo previo

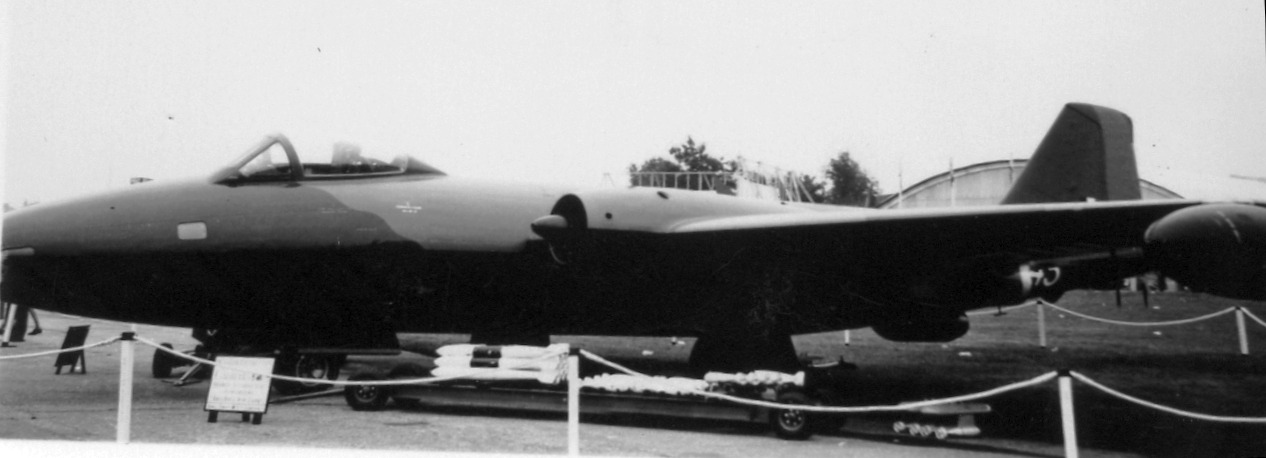
Un English Electric Canberra, de la Royal Air Force en 1958. Los Canberra y los bombarderos V constituían la espina dorsal de bombarderos del Reino Unido durante los años 1950 y 1960.

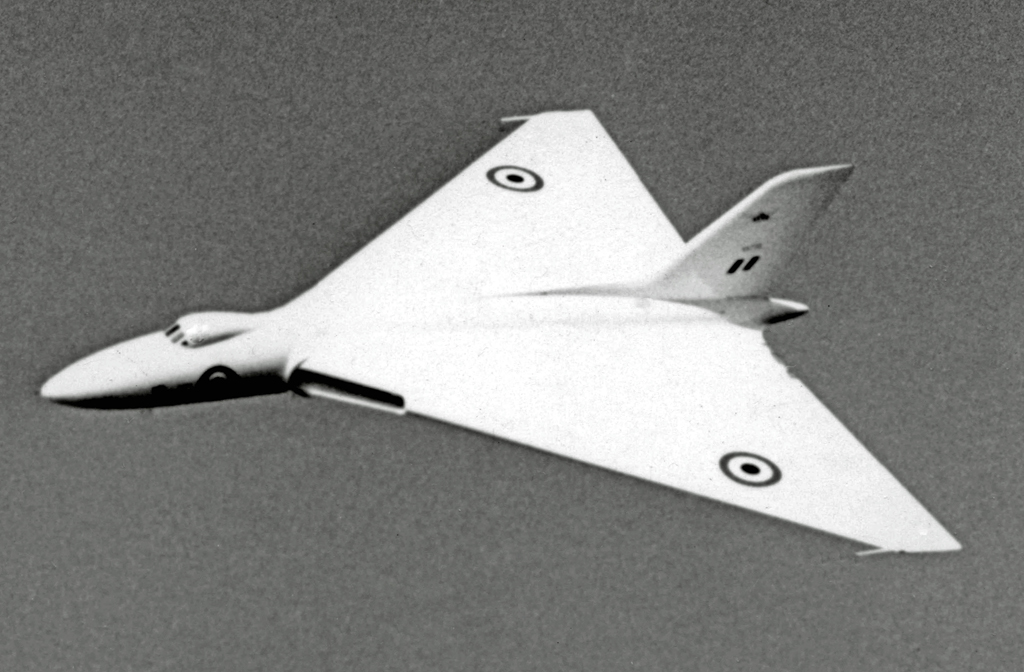
Un Avro Vulcan de la Royal Air Force en 1954. El Vulcan, junto al Handley-Page Victor y al Vickers Valiant, formaba parte de los bombarderos V británicos.

Antes del desarrollo del TSR-2 la Royal Air Force empleaba como bombardero principal al English Electric Canberra, capaz de volar a gran altitud y a velocidad subsónica. Al igual que el de Havilland Mosquito, el Canberra no portaba armamento defensivo y solamente confiaba en su capacidad de vuelo a gran altitud para evitar las defensas antiaéreas. Sin embargo, con la entrada en servicio de los misiles tierra-aire guiados por radar esta táctica de combate ya no era una ventaja. Los misiles tierra-aire tenían una velocidad mayor y una capacidad de alcanzar mayores cotas de altitud que cualquier otra aeronave contemporánea. Esto incluía al Canberra y a otros bombarderos de gran altitud que eran vulnerables a este tipo de armamento como los bombarderos V, también operados por el Reino Unido, y los B-52 Stratofortress estadounidenses. La primera aeronave en ser víctima de un misil tierra-aire soviético S-75 Dvina (designación OTAN: SA-2 Guideline) fue un RB-57, una versión de reconocimiento aéreo del Canberra, derribado en el año 1959.
La solución para este problema era volar más bajo. Debido a que el radar opera por la propagación de ondas electromagnéticas, una aeronave que vuela a baja cota se beneficia de las zonas de sombra de la línea de visión del radar creadas por el horizonte. En la práctica, árboles, montañas, valles y otros obstáculos pueden reducir este rango todavía más, haciendo que la captación de ondas a cotas bajas sea aún más complicado. El Canberra estaba diseñado para vuelos de gran altitud, pero no estaba preparado para vuelos rasantes, con continuos cambios en el nivel de vuelo; esto requería de una aeronave totalmente diferente. El bombardeo de bajo nivel de vuelo, también conocido como misión de interdicción aérea, dio lugar al diseño de una nueva clase de aeronaves a finales de los años 1950. Estas aeronaves se caracterizaban por soportar una alta carga alar para reducir los efectos de las turbulencias, radar de navegación de altas prestaciones para permitir el vuelo a baja altitud y alta velocidad, y una carga de combustible más grande, para realizar vuelos con constantes cambios de nivel.

### GOR.339

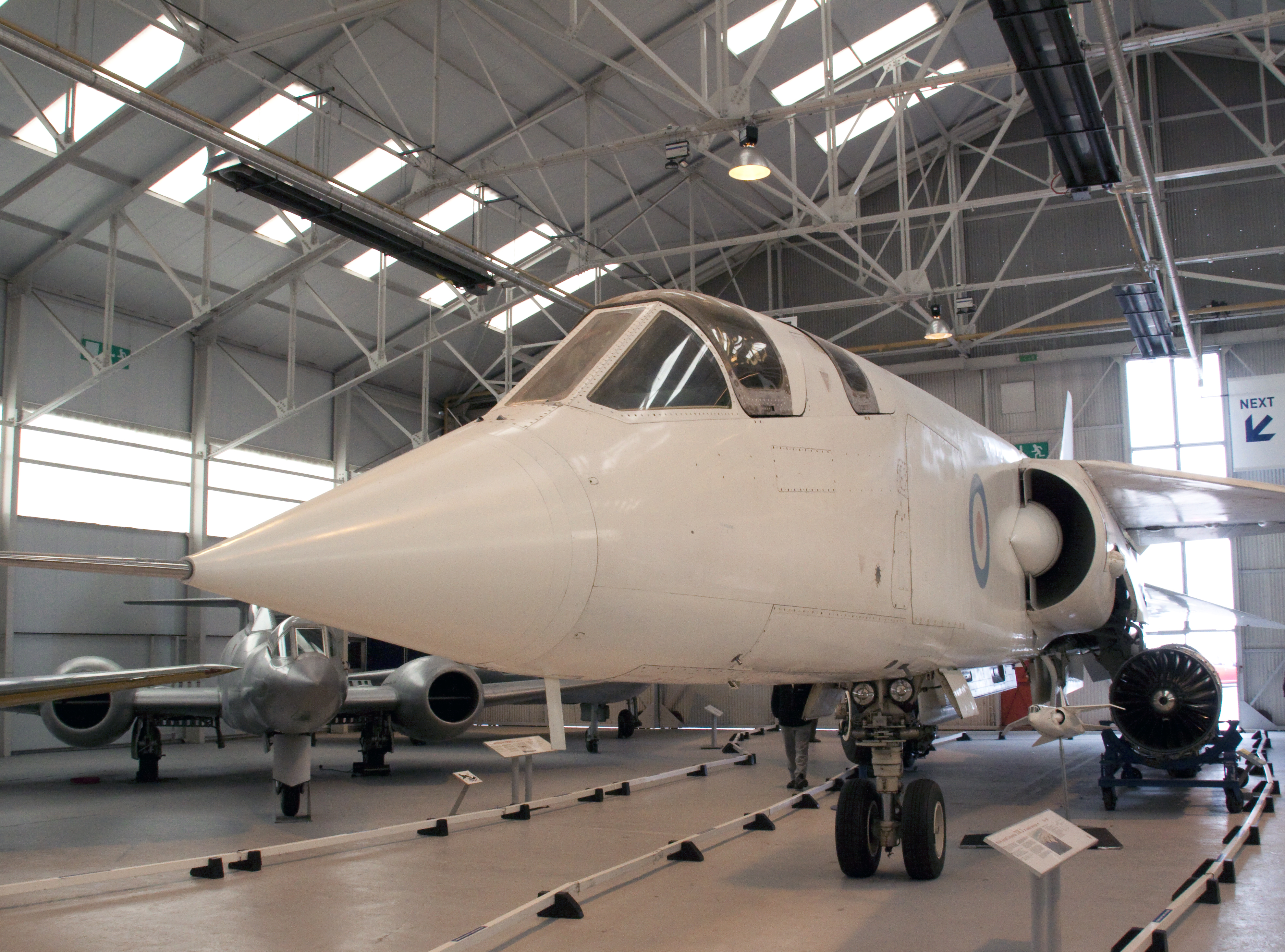
BAC TSR-2, XR220, en el Museo de la Real Fuerza Aérea Británica de Cosford.

El gobierno británico era consciente del cambio en el escenario operativo. En consecuencia el Ministerio de Abastecimiento (precursor del Ministerio de Defensa) empezó a trabajar en 1955 con el fabricante English Electric en un proyecto con el objetivo de definir el diseño de un nuevo bombardero ligero que reemplazase al Canberra. Estos primeros estudios terminaron en la definición de una aeronave que debería tener 2000 millas náuticas (3700 kilómetros) de radio de acción y velocidad de Mach 1,5 en vuelo en altitud, reduciéndose a las 600 millas náuticas en vuelo bajo. Para esta aeronave se requería una tripulación compuesta por dos personas, una actuando como operador de los equipos de navegación y de ataque y otro como piloto de la aeronave. Además tendría capacidad para cuatro bombas de 1000 lb (450 kg).
Esta definición inicial se fue mejorando, convirtiéndose en noviembre de 1956 en oficial. Se publicó la especificación técnica bajo la denominación de General Operational Requirement 339 (GOR.339), que fue presentada a varios fabricantes aeronáuticos en marzo de 1957. Esta especificación técnica era excepcionalmente ambiciosa para la tecnología existente en aquella época. Requería de una aeronave supersónica, capaz de volar a más de Mach 2 a gran altitud o a Mach 1,2 a baja altitud. También tendría que operar bajo cualquier tipo de climatología, siendo capaz de transportar armamento nuclear a largas distancias y ofreciendo la capacidad de aterrizar y despegar en distancias cortas o una posible capacidad de despegue y aterrizaje vertical. Este último requisito del GOR.339 era un efecto secundario común en los planes de combate de los años 1950, que sugería que un ataque nuclear en la etapa inicial de una guerra podría acabar con la mayoría de bases aéreas y pistas de aterrizaje existentes. Esto se traducía en que las aeronaves tendrían que despegar de pistas no preparadas, así como de campos de aviación abandonados tras la Segunda Guerra Mundial o incluso de terrenos lo suficientemente llanos y libres de obstáculos.
La especificación técnica GOR.339 también requería:
- Lanzamiento de armamento nuclear táctico a baja cota, bajo todo tipo de climatología, durante el día y la noche.
- Reconocimiento fotográfico a media cota (durante el día) y a baja cota (durante el día y la noche).
- Reconocimiento electrónico bajo todo tipo de climatología
- Lanzamiento de armamento nuclear táctico a media cota, durante el día y la noche, con capacidad de bombardeo a ciegas si fuera necesario.
- Lanzamiento de armamento convencional y de misiles.

Para el GOR.339 la baja cota se definía a 1000 pies de altitud (300 metros), con una velocidad de ataque a nivel del mar de Mach 0,95. Esta aeronave tendría que ofrecer un radio de acción de 1000 millas náuticas (1850 kilómetros) y ser capaz de operar desde pistas de no más de 3000 pies de longitud (900 metros). El TSR-2 cumplía con estos requerimientos, ya que era capaz de operar a 200 pies del suelo a velocidad de Mach 1,1.

### Debate político

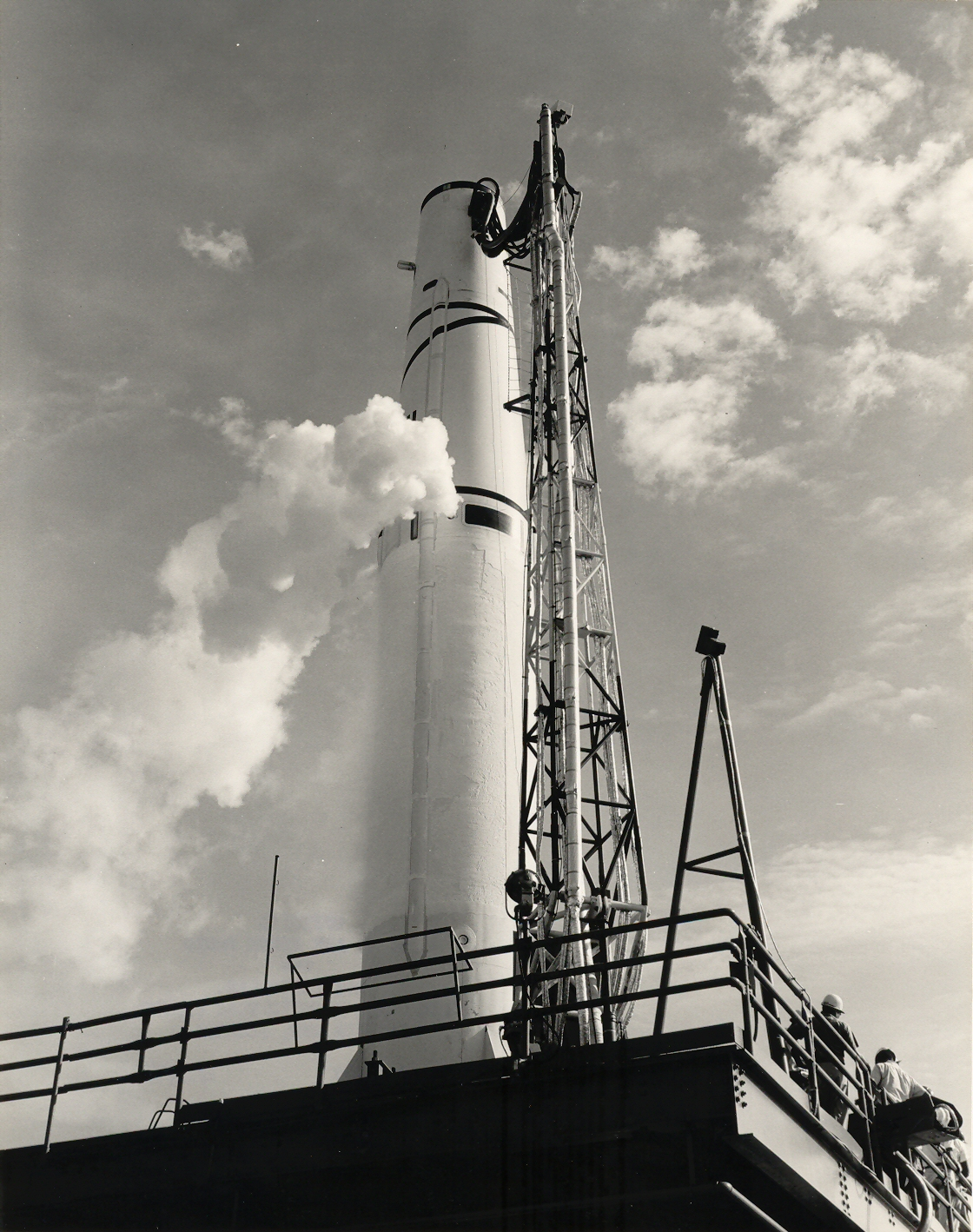
Misil balístico PGM-17 Thor. El despliegue de misiles balísticos en suelo británico, avivó el debate sobre la necesidad del TSR-2.

Mientras que la especificación técnica GOR.339 estaba siendo estudiada por varios fabricantes, surgió la primera de las tormentas políticas que afectarían al proyecto. El ministro de Defensa, Duncan Sandys, recogió en el Libro Blanco de Defensa de 1957 que la era de lucha cuerpo a cuerpo había terminado, mientras que los misiles balísticos se convertirían en las armas del futuro. En una década esta filosofía se quedó totalmente obsoleta, pero en aquellos tiempos, en medio de la Guerra Fría y en plena vorágine de la «estrategia de las armas nucleares», el misil balístico como sistema armamentístico parecía tener sentido. Especialmente cuando este se presentaba como una solución que ofrecía un ahorro de costes frente a los aviones tripulados. El interés británico por los misiles balísticos llegó a incrementarse cuando Estados Unidos desplegó en suelo británico el sistema de misiles PGM-17 Thor, entre los años 1959 y 1963, bajo el denominado Proyecto Emily.

Hay que añadir que en1957 estaba en el gobierno el partido Conservador, que promovía el desarrollo de la industria aeronáutica británica y fue el que firmó el contrato. Los laboristas también tenían claro que el futuro estaría basado en misiles que reemplazarían a los bombarderos en el ataque nuclear. Pero además los laboristas tenían como prioridad acabar con programas caros y poco prometedores de defensa para liberar presupuesto para su agenda social.
El punto de vista del enfoque futuro se debatió con fuerza, tanto por parte de la industria británica de la aviación como en el Ministerio de Defensa, durante varios años. Los altos oficiales de la Royal Air Force se opusieron a la premisa del Libro Blanco, haciendo mención de la importancia que tenía la movilidad y de que el TSR-2 no solo podría reemplazar al Canberra, sino que también podía reemplazar potencialmente a toda la fuerza de bombarderos V. Este punto de vista era compartido también por miembros del Parlamento Británico, como Julian Amery, que llegó a declarar al periódico The Sunday Telegraph:

«Hay trabajos que los misiles no pueden realizar. Ellos no pueden reconocer las posiciones enemigas, no se pueden mover rápidamente de un escenario a otro, ni tampoco pueden ser cambiados de un blanco a otro. Tan solo un vehículo tripulado es capaz de ofrecer tal movilidad».
 Julian Amery, escribiendo para The Sunday Telegraph en 1965.

Además de la discusión sobre la necesidad de los aviones tripulados otras decisiones políticas complicaron el proyecto. En septiembre de 1957 el Ministerio de Abastecimiento informó a los jefes de los fabricantes aéreos que las únicas propuestas aceptables serían las emitidas por equipos integrados por más de una empresa. En los años 1950 había un gran número de empresas fabricantes de aviones en el Reino Unido, mientras que los pedidos estaban disminuyendo, con lo que el gobierno pretendía fomentar la cooperación entre determinadas empresas y promover las fusiones de las mismas.
Otra cuestión política que no ayudó fue la desconfianza mutua entre las distintas ramas de las Fuerzas Armadas Británicas. En el momento en que GOR.339 estaba definido la Marina Real Británica se encontraba inmersa en su proyecto NA.39, que posteriormente se convertiría en el Blackburn Buccaneer. Este era un avión subsónico de ataque a baja altura diseñado para operar sobre el agua en lugar de ser empleado sobre tierra. El ahorro de la adquisición por ambas fuerzas de un avión común sería considerable por lo que Blackburn ofreció a la Royal Air Force una versión del NA.39 para adaptarse a algunos de los requisitos del GOR.339. El Jefe del Estado Mayor de Defensa y ex Primer Lord del Mar, Louis Mountbatten, fue un firme defensor del Blackburn Buccaneer, llegando a afirmar que se podrían adquirir cinco Buccaneer por el mismo precio que un TSR-2. Sin embargo, la Royal Air Force rechazó la propuesta afirmando que el Buccaneer era inadecuado debido a los pobres resultados de despegue y que la aviónica no disponía de la capacidad deseada. Aunque las verdaderas intenciones de la fuerza aérea era tener el GOR.339 a toda costa, llegando a afirmarse que: «si se muestra el más mínimo interés en NA.39, podríamos quedarnos sin el GOR.339».
Otro detractor político del proyecto GOR.339 fue Sir Solly Zuckerman, que en aquel momento era el Jefe Asesor Científico del Ministerio de Defensa. Zuckerman tenía una opinión muy baja de los logros tecnológicos británicos y estaba mucho más a favor de la adquisición de material militar de los Estados Unidos.

### Presentación de proyectos

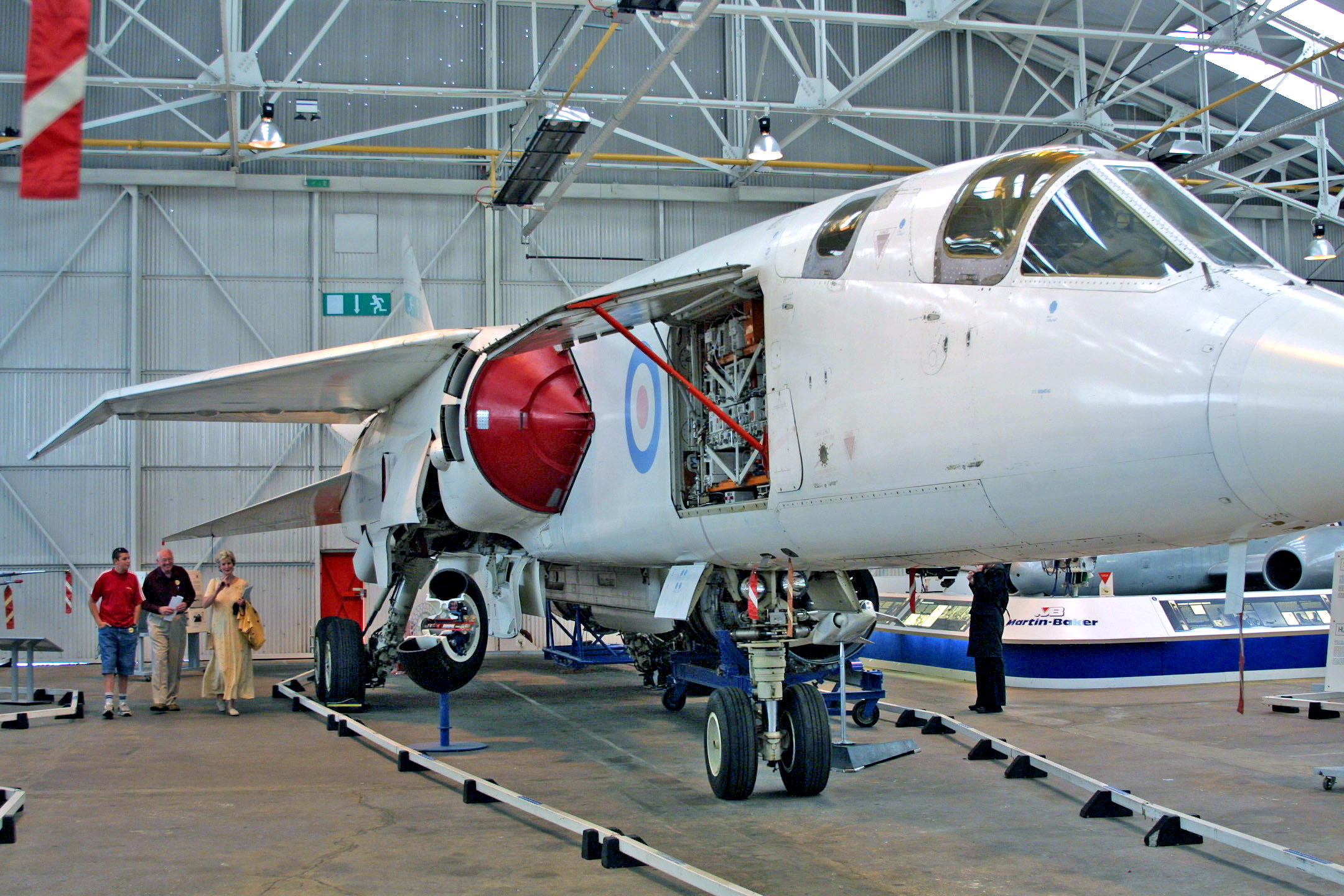
TSR-2, XR220, en el Museo de la Real Fuerza Aérea Británica de Cosford, con la compuerta de acceso a los sistemas abierta, mostrando la aviónica de la aeronave.

A pesar del debate político, el proyecto GOR.339 seguía adelante, con una fecha límite para la presentación de proyectos fijada para el 31 de enero de 1958. Los principales constructores aeronáuticos del Reino Unido presentaron sus propuestas al proyecto: English Electric se alió con Short Brothers y presentaron el P-17A junto con el P-17D, una plataforma de despegue vertical que podía ofrecer al P-17 capacidad VTOL. También se presentaron otras propuestas por parte de Avro, Blackburn (el NA.39), de Havilland Aircraft, Fairey Aviation, Hawker y Vickers-Armstrongs. El Ministerio del Aire finalmente seleccionó al English Electric P-17A y al Vickers-Armstrongs Type 571 como finalistas para continuar con su desarrollo. El Ministerio estaba particularmente impresionado con la propuesta de Vickers que no solo incluía el diseño de la aeronave, sino que también mostraba un concepto global del mismo que describía toda la aviónica, servicios de apoyo y la logística necesaria para mantener la aeronave en servicio. La evaluación oficial sobre la propuesta de English Electric encontraba a la propuesta decididamente carente en comparación con lo presentado por Vickers. Sin embargo, el gobierno se planteó juntar los dos proyectos como algo positivo para la obtención de sinergias. En consecuencia el contrato de desarrollo fue otorgado a Vickers, con English Electric como subcontratista.
La existencia del GOR.339 fue revelada a la opinión pública en diciembre de 1958 en una declaración a la Cámara de los Comunes. Bajo presión de las recomendaciones de la Comisión de Estimaciones, el Ministerio del Aire examinó las distintas formas en que los proyectos podían ser combinados y en enero de 1959 el ministro de Abastecimiento anunció que el GOR.339 se fabricaría bajo el nombre de TSR-2 y que sería construido por Vickers-Armstrong trabajando conjuntamente con English Electric. El nombre TSR-2 venía de Tactical Strike and Reconnaisance, Mach 2 (traducido al español: Bombardero Táctico y de Reconocimiento, Mach 2).
En enero de 1959 se le dio el visto bueno oficial al proyecto, pasando en febrero a ser gestionado bajo la nueva designación Operational Requirement 343 o OR.343 (traducido al español: Requerimiento Operativo 343). El OR.343 fue más específico y aprovechó la labor de los diversos proyectos al GOR.339. Específicamente indicaba que las operaciones de bajo nivel serían a 200 pies o menos y que la velocidad Mach 2 debía ser alcanzada en altitud.

### Misiones
La «misión estándar» prevista para el TSR-2 era la de poder transportar hasta 2000 libras de peso (900 kg) de armas en su bodega de armas, dentro de un radio de combate de 1000 millas náuticas (1850 km). De esa misión alrededor de 100 millas náuticas (185 km) se iban a volar a gran altitud y a una velocidad de Mach 1,7 y las 200 millas náuticas (370 km) para entrar y salir del área de destino se iban a volar a baja altitud, a unos 200 pies (60 m) del suelo y a una velocidad de Mach 0,95. El resto de la misión se realizaría a una velocidad de Mach 0,92. Si toda la misión se volase a la altura mínima de 200 metros, el radio de la misión se reduciría a 700 millas náuticas (1300 km). También era posible cargar armas más pesadas, con la consiguiente reducción en el radio de combate.
Existieron planes para poder aumentar el radio de acción del TSR-2 mediante la instalación de tanques externos de combustible: estaba previsto fabricar dos tanques de 450 galones imperiales (2000 L) que se instalarían debajo de cada ala, o un tanque de 1000 galones imperiales (4500 L) como tanque central ubicado debajo del fuselaje. Si no se transportasen armas internas otros 570 galones imperiales (2600 L) podrían ser añadidos en un tanque en el compartimento interno de armas.
| Perfil de vuelo     | Carga de combustible                                                                 | Altitud                          | Velocidad (Mach) | Distancia   | Tiempo en vuelo | Notas |
| ------------------- | ------------------------------------------------------------------------------------ | -------------------------------- | ---------------- | ----------- | --------------- | --- |
| Crucero económico   | Máxima interna                                                                       | 23/35 000 ft.                    | 0,92             | 2780 millas | 5.05 h          | Nota 1: distancias calculada sobre la base de una carga de 2000 lb transportada durante todo el vuelo. Se incluye la reserva de combustible. |
| Crucero económico   | Máxima interna más 2 tanques x 450 gal. en las alas más 1 tanque x 1000 gal. ventral | 15/35 000 ft.                    | 0,88-0,92        | 3440 millas | 6.20 h / 6.35 h | Véase Nota 1 en la parte superior |
| Vuelo a baja altura | Máxima interna                                                                       | 200 ft. sobre el nivel del suelo | 0,90             | 1580 millas | 2.40 h          | Véase Nota 1 en la parte superior |
| Vuelo a baja altura | Máxima interna más 2 tanques x 450 gal. en las alas más 1 tanque x 1000 gal. ventral | 200 ft. sobre el nivel del suelo | 0,90             | 2060 millas | 3.30 h          | Véase Nota 1 en la parte superior |
| Supercrucero        | Máxima interna                                                                       | 50-58 000 ft.                    | 2,00             | 1000 millas | 53 min          | Véase Nota 1 en la parte superior; ascenso y descenso se realizan a menos de 2,00M (la aeronave está limitada a 45 min a 2 Mach)             |

| Tipo de lanzamiento | Altitud                              | Velocidad (Mach)                           | Notas |
| ------------------- | ------------------------------------ | ------------------------------------------ | --- |
| Caída libre         | 100–500 ft                           | 0,80-1,15                                  | 5 minutos a 1,15 Mach 2 min a 1,2 Mach. La autorización inicial empleando el sistema automático era de 200 m a 0,9 Mach. La altura mínima de suelta dependía del arma. |
| En ángulo positivo  | 100–500 ft                           | 0,80-1,15                                  | Suelta a 30°, 65° o 110°. La autorización inicial empleando el sistema automático era de 200 ft. y 0,9 Mach.                                                           |
| Balístico           | 25 000 ft-55 000 ft                  | 1,15 hasta 2,05 (dependiendo de la altura) | La autorización inicial empleando el sistema automático era de 25 000 ft y 1,70M                                                                                       |
| En picado           | Inicio de la maniobra a 25-50 000 ft | Inicio de la maniobra a 1,70-2,00          | Ángulo 12.5° y 22.5°. |
| Retardado           |                                      |                                            | Era posible realizarlo en el TSR-2, pero no fue autorizado inicialmente.                                                                                               |

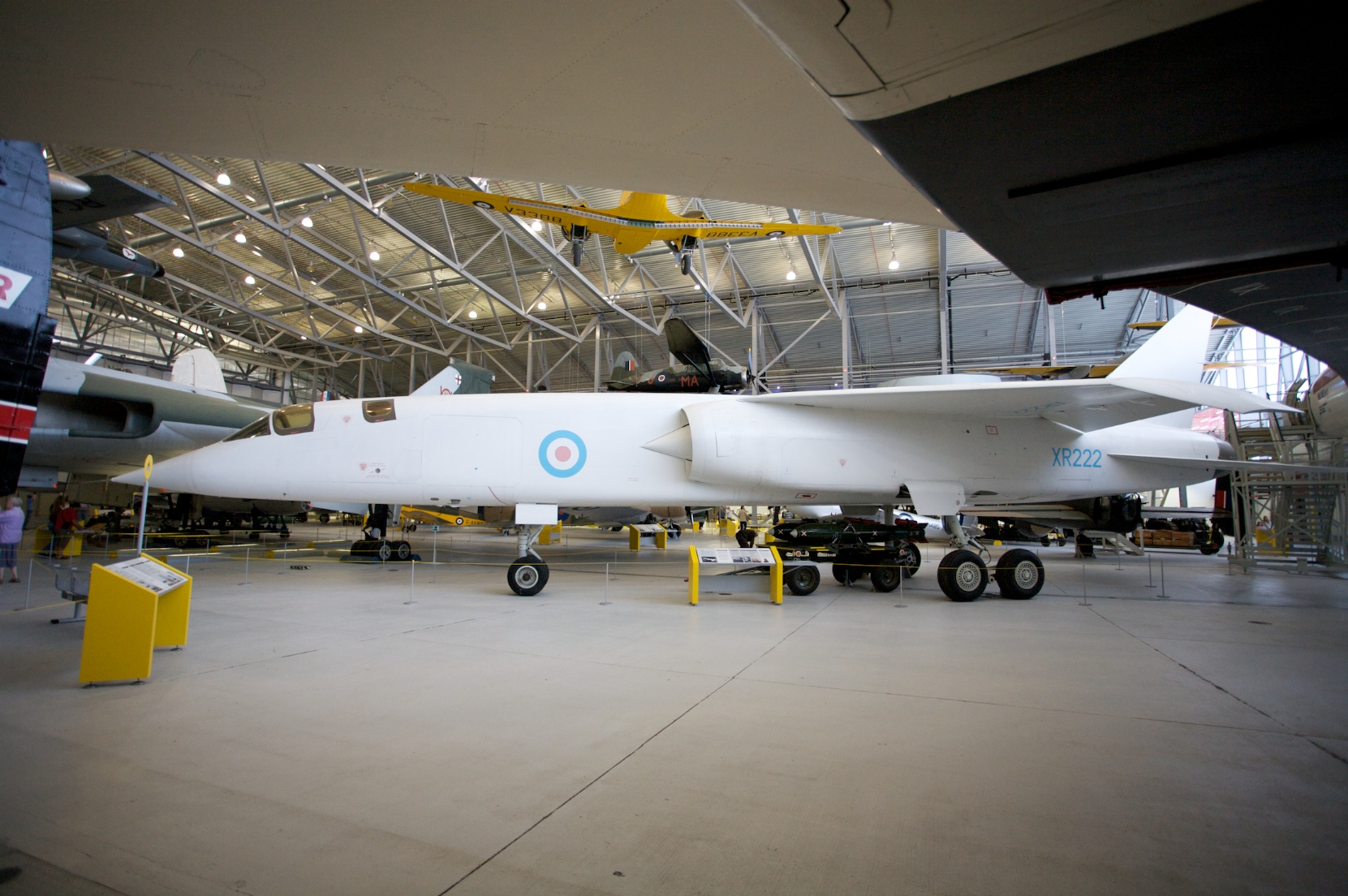
TSR-2, XR222 fotografiado en el Museo Imperial de Guerra de Duxford.

El TSR-2 fue también estaba equipado con un sistema de reconocimiento fotográfico en el compartimento interno de armas que incluía una unidad óptica LineScan, tres cámaras y un radar de barrido lateral, con el fin de llevar a cabo la mayoría de los tareas de reconocimiento. A diferencia de las unidades LineScan modernas, que usan imágenes infrarrojas, el LineScan del TSR-2 usaría imágenes a la luz del día o emplearía una fuente de luz artificial para iluminar el terreno para el reconocimiento nocturno.

### Armamento táctico
Desde el inicio del programa TSR-2 se especificó que tendría que ser capaz de transportar la bomba nuclear táctica Red Beard, pero pronto quedó evidente que la bomba Red Beard no estaba diseñada para poder ser transportada externamente a velocidad supersónica. Además tenía limitaciones de seguridad y manipulación y sus 15 kilotones fueron considerados insuficientes para los objetivos asignados. Para solucionar este problema en el año 1959 se publicó el Operational Requirement 1177 (OR.1177) para sustituir a la bomba Red Beard en el TSR-2.
En el rol de ataque táctico estaba previsto que el TSR-2 pudiese atacar objetivos más allá de la primera línea del campo de batalla asignados a la Royal Air Force por la OTAN, ya fuese durante el día o la noche y bajo todo tipo de condiciones climatológicas. En estos objetivos se incluían plataformas de lanzamiento de misiles, aeronaves situadas en aeródromos, pistas de aterrizaje, edificios aeroportuarios, instalaciones de combustible en aeropuertos, depósitos de municiones, campos militares, concentraciones de tanques, vías ferroviarias, túneles y puentes.
El OR.1177 especificaba que la futura bomba tendría que ofrecer una escala de rendimientos de 50, 100, 200 y 300 kilotones, con una probabilidad de error de 1200 pies y una probabilidad de daño del 80 %, y capacidad de lanzamiento retardado. Otros requisitos eran que tuviese un peso de hasta 1000 libras, una longitud de hasta 144 pulgadas y un diámetro de hasta 28 pulgadas (el mismo que Red Beard). Sin embargo, una resolución ministerial del 9 de julio de 1962 decretó que todas las futuras armas nucleares tácticas se deberían limitar a un rendimiento de 10 kt.

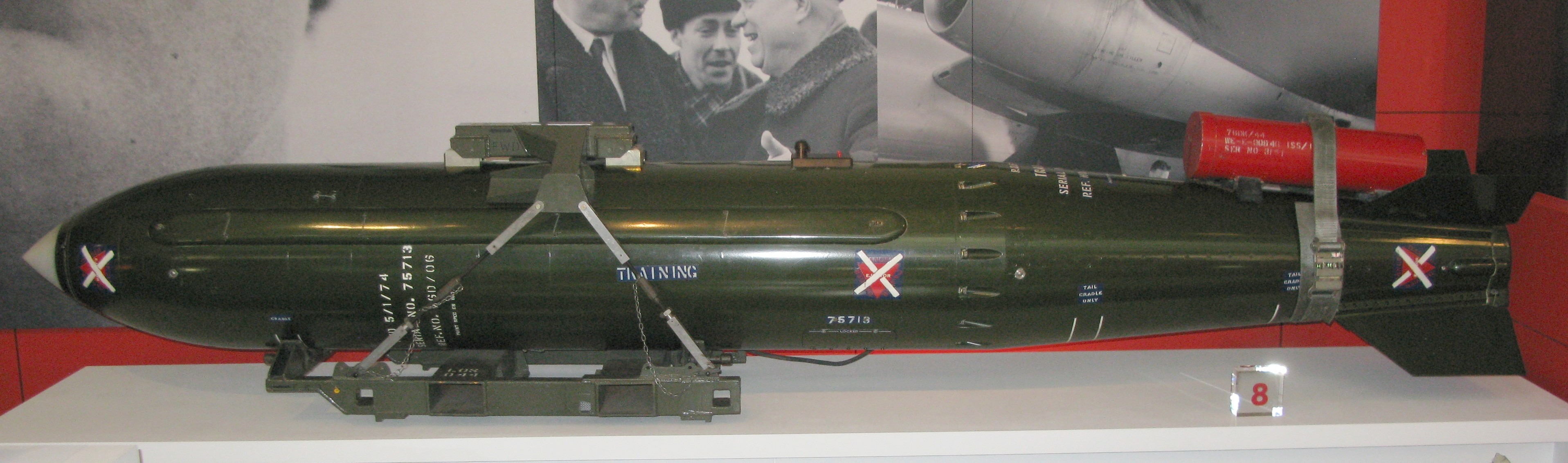
Una unidad de entrenamiento de la bomba WE.177.

La Royal Air Force publicó una nueva versión de la especificación OR.1177, aceptando el menor rendimiento, mientras que se estableció que el diseño debería de ser capaz de una adaptación posterior para un mayor rendimiento en el caso de que la restricción política fuese levantada. Mientras tanto, la Royal Air Force buscó la manera de compensar el menor rendimiento mediante la inclusión en las especificaciones para la bomba y el TSR-2 de poder lanzar armas de menor tamaño en salvas, pudiendo lanzar cuatro bombas de la versión revisada OR.1177, que más tarde se conocería como WE.177A. Esto dio lugar a la necesidad de que el TSR-2 fuese capaz de llevar cuatro WE.177As, dos de modo interno y dos externas en puntos de anclaje bajo las alas. El tamaño de la bodega de armas del TSR-2 (originalmente diseñada para acomodar una sola bomba Red Beard) implicaba la reducción del diámetro de la WE.177A a 16,5 pulgadas, así como también había que reducir el ancho de la bomba y de las aletas al verse limitados por la necesidad de colocar dos bombas WE.177, de lado a lado, en la bodega de bombas de la aeronave.
Un inconveniente de transportar la bomba WE.177 en puntos de anclaje externos era su limitación debido al calentamiento aerodinámico de la carcasa de la bomba. El WE.177A estaba limitado a un tiempo máximo de cinco minutos a Mach 1,15 a baja altura en el TSR-2. De lo contrario la temperatura de la bomba se elevaría por encima del máximo permitido. Esto impondría una restricción operativa severa al TSR-2, ya que el avión fue diseñado para poder volar a una velocidad de supercrucero.
También se propuso que el TSR-2 fuese capaz de portar misiles de crucero nucleares al inicio de su desarrollo, pero finalmente se desechó tal idea. Estaba pensado que se desarrollase una versión del misil Blue Water para transportarlo bajo las alas o en la bodega de armas además de una versión de lanzamiento en el aire de un misil balístico, conocido como Grand Slam, utilizando la munición que se había diseñado para el misil Skybolt. En su lugar se incorporaron misiles convencionales, estando previsto inicialmente que se pudiese transportar el misil AGM-12 Bullpup para luego cambiar por el misil francés AS-30 y finalmente el misil resultante del OR.1168, que resultaría ser el AJ-168 Martel.
Tras el abandono del programa TSR-2 la Royal Air Force rellenó el hueco dejado en la capacidad de bombardeo táctico por la cancelación del bombardero británico mediante la incorporación de aviones McDonnell F-4 Phantom II con capacidad para transportar armamento nuclear del Proyecto E. Sin embargo, la Fuerza Aérea siguió en su empeño para aumentar la capacidad de sus propias bombas. El desarrollo de la bomba WE.177A se retrasó durante varios años debido a que el Atomic Weapons Research Establishment (AWRE) situado en Aldermaston estaba inmerso en otros proyectos. Tras finalizar la fabricación de las cargas nucleares de los misiles UGM-27 Polaris se retomó el proyecto WE.177A. Finalmente, las restricciones para armas nucleares de alta potencia acabaron por desaparecer en 1970, y en 1975 la Royal Air Force se equipó con un arma de 200 kilotones denominada WE.177C, similar a lo que se había previsto para el TSR-2 años atrás.

## Diseño

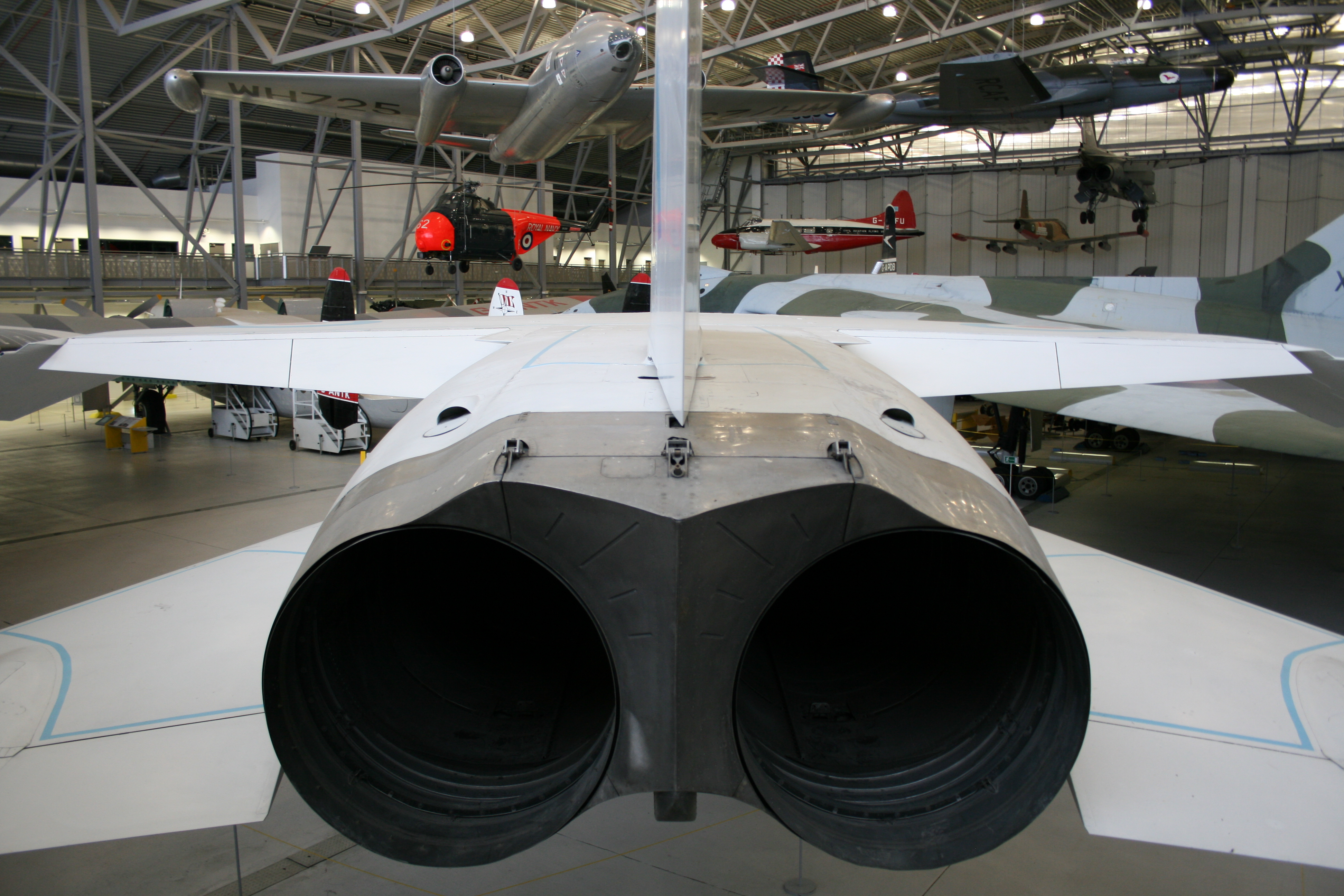
Toberas del TSR-2 XR222.

A lo largo de 1959 English Electric y Vickers trabajaron en la combinación de lo mejor de ambos diseños con el fin de presentar un diseño conjunto para tener una aeronave que realizase su primer vuelo en 1963. Mientras tanto también estaban trabajando en la fusión de las empresas bajo el paraguas de la British Aircraft Corporation, junto con Bristol Aircraft. English Electric había presentado un diseño con configuración de ala en delta mientras que Vickers presentaba un diseño con ala en flecha, con un fuselaje alargado. El ala de English Electric, debido a su mayor experiencia en aviones supersónicos, fue seleccionada como un diseño mejor que el de Vickers, mientras que se prefirió elegir el fuselaje de este último. En consecuencia la nueva aeronave resultaría de un diseño 50/50 de ambos fabricantes: Vickers en la mitad delantera, English Electric en la mitad trasera.

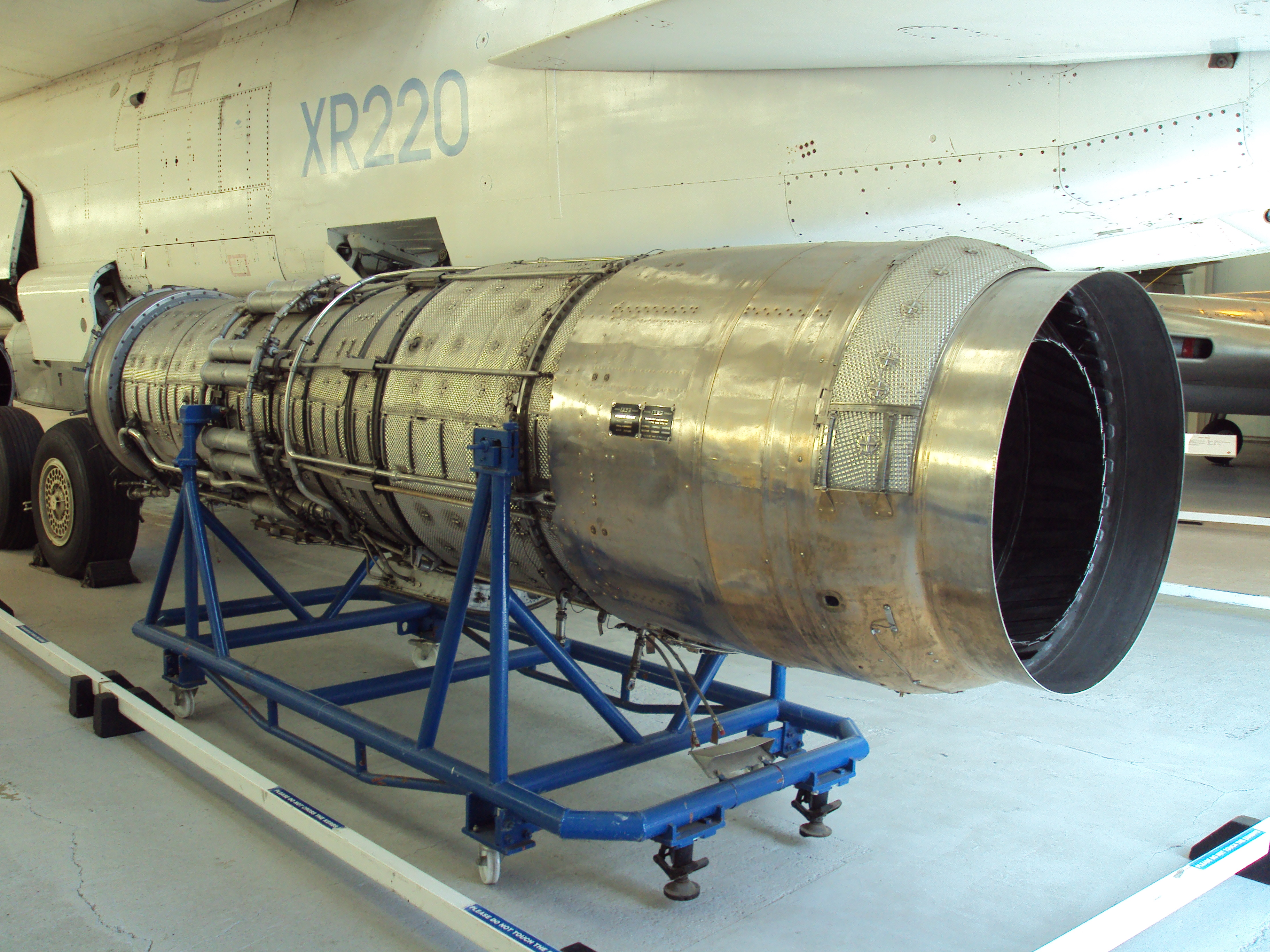
Motor Bristol-Siddeley Olympus B.O1.22RR, expuesto en el Museo de la Real Fuerza Aérea Británica de Cosford.

El TSR-2 fue equipado con dos turborreactores Bristol-Siddeley Olympus B.O1.22RR con postcombustión, una variante avanzada de los utilizados en el Avro Vulcan. El motor fue un dolor de cabeza por su poca fiabilidad y problemas, unido a los requisitos de vuelo supersónico a gran altura y subsónico a baja altura. El Olympus fue desarrollado posteriormente y acabó equipando al avión supersónico de pasajeros Concorde en su versión Olympus 593.
El diseño se caracteriza por un ala en delta con puntas alares apuntando hacia abajo en combinación con un empenaje pequeño, un concepto similar al empleado en el XB-70 Valkyrie. También disponía de un estabilizador horizontal de movimiento completo y un gran estabilizador vertical también de movimiento completo. En el borde de salida del ala disponía de flaps soplados, para poder alcanzar los requisitos de despegue y aterrizaje en distancias cortas, algo que la industria aeronáutica logró más tarde con el diseño del ala de geometría variable. La carga alar que podía soportar era alta para su época, lo que permitía que el avión pudiese volar a velocidades muy altas y a baja altitud, con una gran estabilidad, sin ser constantemente alterado por las corrientes térmicas y otros fenómenos climáticos. El Jefe de los Pilotos de Prueba, el Jefe de Ala Roland Beamont, comparó favorablemente las características de vuelo supersónicas del TSR-2 frente a las características de vuelo subsónicas Canberra, indicando que el Canberra era más problemático.
El TSR-2 incorporaba aviónica altamente sofisticada para la ayuda con la navegación y el desarrollo de las misiones, que también resultó ser una de las razones de los crecientes costos del proyecto. Algunas funciones, como el radar de búsqueda delantero o el radar de búsqueda lateral, solo se convirtieron en un elemento común en los aviones militares desarrollados años más tarde. Estas características permitían disponer de un sistema de piloto automático innovador que, a su vez, permitió conseguir que las misiones de seguimiento del terreno a larga distancia fuesen más sencillas, así como logró reducir considerablemente la carga de trabajo del navegador y del piloto.
Hubo problemas considerables con la realización del diseño. Algunos fabricantes que contribuían en el proyecto fueron contratados directamente por el Ministerio y no a través de BAC, lo que dificultó la comunicación. El equipamiento, un área en la que BAC tenía autonomía, sería suministrado por los «contratistas asociados» del Ministerio. Aunque el equipo sería diseñado y realizado por BAC, estaría sujeto a la aprobación del Ministerio. Esto también hacía que los costes de desarrollo aumentasen considerablemente, con lo que el TSR-2 se había convertido en el proyecto aeronáutico más caro realizado en Gran Bretaña hasta aquella fecha. Este método en la gestión de los contratistas llegó a suscitar diversas críticas:

«La solución práctica de nombrar a un contratista principal para gestionar la totalidad programa con subcontratistas trabajando para él en condiciones de estricto control y disciplina se debía basar en, renunciar por una parte para sumar por otra».
 Roland Beamont, primer piloto en volar el TSR-2.

## Fabricación
A diferencia de la mayoría de los proyectos anteriores se planteó que no fabricarían prototipos. En su lugar se fabricarían una serie de «lotes de desarrollo», procedimiento iniciado por los estadounidenses y también utilizado en el desarrollo del English Electric Lightning. Esto suponía que en lugar de los prototipos se desarrollarían un lote de nueve células de aeronaves, construyéndose a partir de las plantillas de producción. La elección de este sistema de producción resultó ser otro motivo de retraso, ya que el primer avión tenía que cumplir con estrictas normas de producción. Sin embargo, tras cuatro años de proyecto, los fuselajes de las primeras aeronaves prácticamente se habían convertido en prototipos, ya que exhibían una serie de omisiones con respecto al pliego de condiciones y mostraban diferencias sobre las previstas en los lotes de preproducción y de producción.
Se llegaron a poner en la línea de montaje un total de 9 unidades, matriculadas desde XR219 hasta XR227, en distintas etapas de desarrollo, tal y como se detallan a continuación:

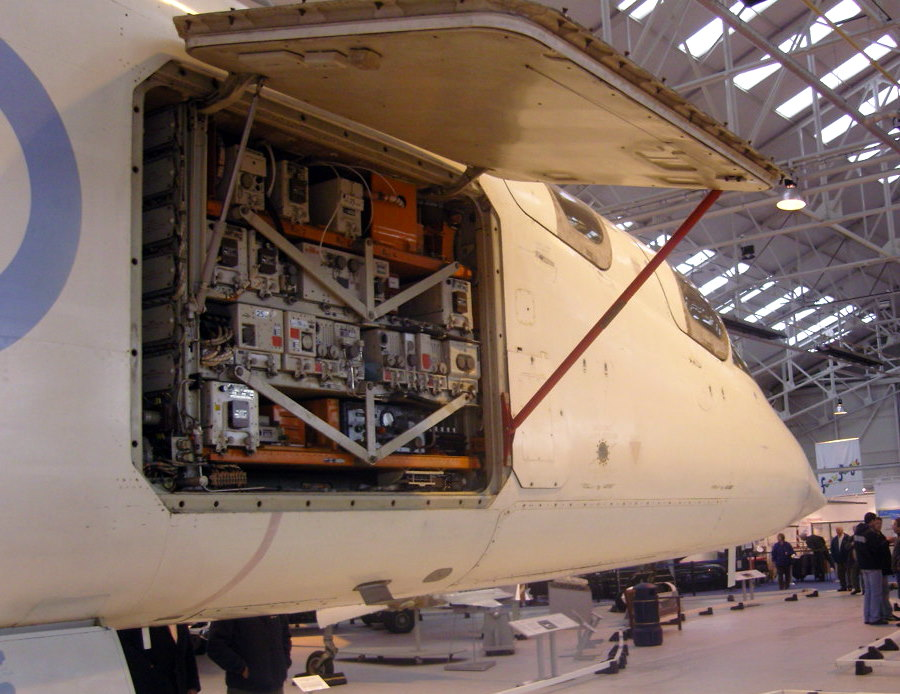
El XR220, preservado en el Museo de la Real Fuerza Aérea Británica de Cosford, con la compuerta de aviónica abierta.

| Número | Matrícula | Estado     | Notas                                                                          |
| ------ | --------- | ---------- | ------------------------------------------------------------------------------ |
| 1      | XR219     | Desguazado | Único ejemplar que llegó a volar. Empleado posteriormente como blanco de tiro. |
| 2      | XR220     | Conservado | En exhibición en el Museo de la Real Fuerza Aérea Británica de Cosford.        |
| 3      | XR221     | Desguazado | La aeronave se llegó a finalizar. Empleada posteriormente como blanco de tiro. |
| 4      | XR222     | Conservado | En exhibición en el Museo Imperial de Guerra de Duxford.                       |
| 5      | XR223     | Desguazado | La aeronave se llegó a finalizar. Empleada posteriormente como blanco de tiro. |
| 6      | XR224     | Desguazado | Solo se llegó a finalizar el fuselaje.                                         |
| 7      | XR225     | Desguazado | Solo se llegó a finalizar el fuselaje.                                         |
| 8      | XR226     | Desguazado | Solo se llegó a finalizar el fuselaje.                                         |
| 9      | XR227     | Desguazado | Solo se fabricaron las secciones delantera y trasera.                          |

## Pruebas

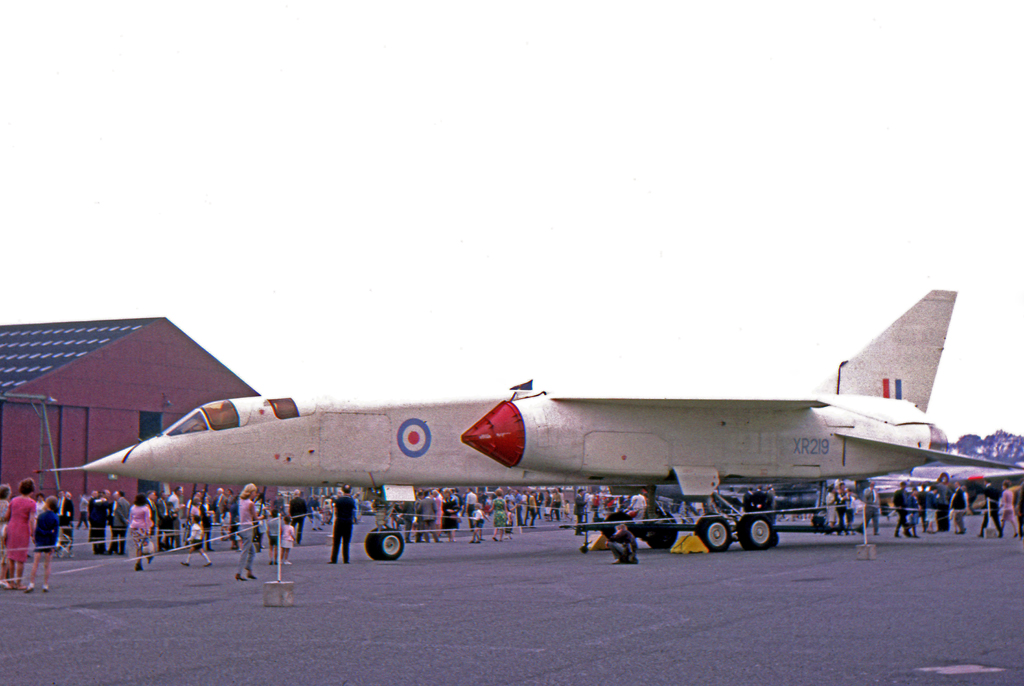
El XR219 fue el único ejemplar del TSR.2 que llegó a volar.

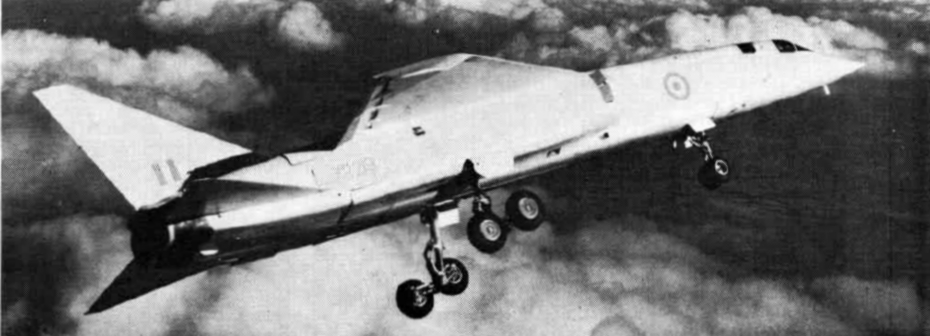
El XR219 durante una prueba de vuelo, en el año 1964.

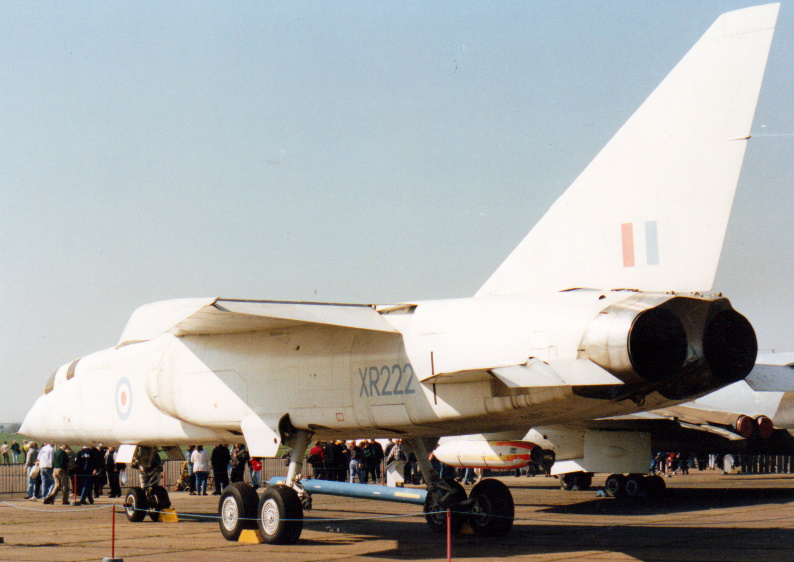
El TSR-2, con número de serie XR222, fue uno de los tres prototipos con capacidad para volar completados. Aquí se le puede ver en el acto de conmemoración del 60 aniversario del Supermarine Spitfire celebrado en Duxford en 1996.

A pesar del incremento de los costes, debido a la baja estimación inicial de los mismos, los primeros dos aviones de lote de desarrollo fueron finalizados. La pérdida del Avro Vulcan que hacía de banco de pruebas del motor, y dos fallos en las pruebas en tierra en el año 1964 como resultado del desarrollo de los mismos, hicieron que se retrasase el programa. Esto, unido a los problemas con el tren de aterrizaje, provocó retrasos para la realización del primer vuelo. Esto también se tradujo en que el TSR-2 perdió la oportunidad de ser expuesto al público en ese mismo año en el Salón Aeronáutico de Farnborough.
En los días previos a la prueba Dennis Healey, en aquel momento portavoz de defensa de la oposición, había criticado al avión diciendo que en el momento en que se introdujese se enfrentaría a nuevos misiles antiaéreos que lo derribarían, por lo que 16 millones de libras por avión era un precio desorbitado.

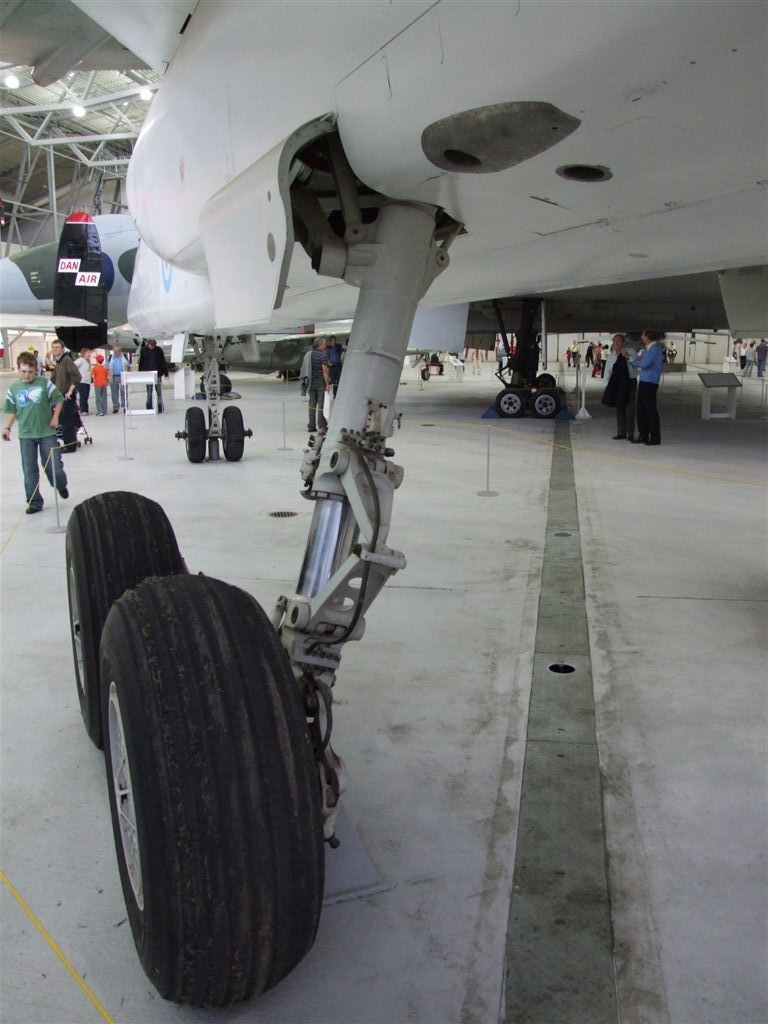
Tren de aterrizaje del TSR.2. Durante las pruebas de vuelo, las vibraciones en el aterrizaje provocaron problemas de diversa índole.

El piloto de pruebas Roland Beamont realizó finalmente el primer vuelo en el prototipo con número de serie XR219 desde el Aeroplane and Armament Experimental Establishment (A&AEE) situado en Boscombe Down (Wiltshire) el 27 de septiembre de 1964. Las primeras pruebas de vuelo fueron ejecutadas con la potencia del motor bajo un estricto control y con el tren de aterrizaje bajado, con límites de 250 nudos y 10 000 pies, en un vuelo que duró 15 minutos. Poco después de aterrizar el segundo vuelo del XR219 se descubrió que la vibración de una bomba de combustible en la frecuencia fundamental del ojo humano, dejaba al piloto y al navegador ciegos durante un breve periodo.
Solo tras el décimo vuelo de prueba el tren de aterrizaje se retrayó, pero los graves problemas de vibraciones en el aterrizaje persistieron durante todo el programa de pruebas de vuelo. El primer vuelo de prueba a velocidad supersónica, el decimocuarto, se logró en el traslado desde el A&AEE, en Boscombe Down, hasta el Aeropuerto de Warton. Durante el vuelo, la aeronave alcanzó Mach 1 sin utilizar postquemador (característica que se conoce como supercrucero). Después de esto Beamont encendió el postquemador de uno de los motores, con el resultado de que el avión se escapó lejos del English Electric Lightning que le estaba monitorizando, volado por el jefe de ala James Dell, quien tuvo que alcanzarlo utilizando los postquemadores de ambos motores.
Durante un periodo de seis meses se realizaron un total de veinticuatro pruebas de vuelo. Los sistemas de aviónica y la electrónica más compleja del TSR-2 no se instalaron en el primer prototipo, por lo que estos vuelos estaban centrados en las cualidades básicas de vuelo de la aeronave, que de acuerdo con los pilotos de prueba involucrados en el programa eran impresionantes. Se logró alcanzar una velocidad de Mach 1,12 sostenida en vuelos a baja altura de hasta 200 pies, durante una prueba de vuelo sobrevolando los montes Peninos. Los problemas con el tren de aterrizaje siguieron siendo frecuentes durante las pruebas. Sin embargo, y solo durante los últimos vuelos, el tren de aterrizaje del XR219 fue reforzado, lo que se tradujo en una reducción significativa de las vibraciones. El último vuelo de prueba tuvo lugar el 31 de marzo de 1965.
Los costes del programa seguían incrementándose, lo que hizo que las dudas sobre el programa aumentasen. Además algunas de las características técnicas del TSR-2 estaban por debajo de algunos de los requisitos establecidos en el OR.343, tales como la distancia de despegue y el radio de combate. Como medida de ahorro se acordó modificar el OR-343 con una especificación reducida, en particular con la reducción de radio de combate a 650 millas náuticas, la velocidad máxima de Mach a 1,75 y carrera de despegue aumentó de 600 yardas a 1100 yardas.

## Cancelación del proyecto
En los años 1960 la industria aeronáutica estadounidense estaba desarrollando el bombardero de alas de geometría variable F-111 como continuación del bombardero Republic F-105 Thunderchief, un cazabombardero supersónico diseñado en los años 1950 para el vuelo a bajas cotas con una bodega de carga para una bomba nuclear. El TSR-2 despertó cierto interés por parte de Australia para equipar a la Real Fuerza Aérea Australiana. En 1963 el gobierno australiano eligió al F-111 en su lugar, después de que General Dynamics ofreciese un coste unitario y un calendario de entregas mejor que el del bombardero británico. No obstante, la Real Fuerza Aérea Australiana tuvo que esperar 10 años antes de que el primer F-111 estuviese preparado para entrar en servicio, lo que hizo que para aquella época se triplicase el coste previsto inicialmente.

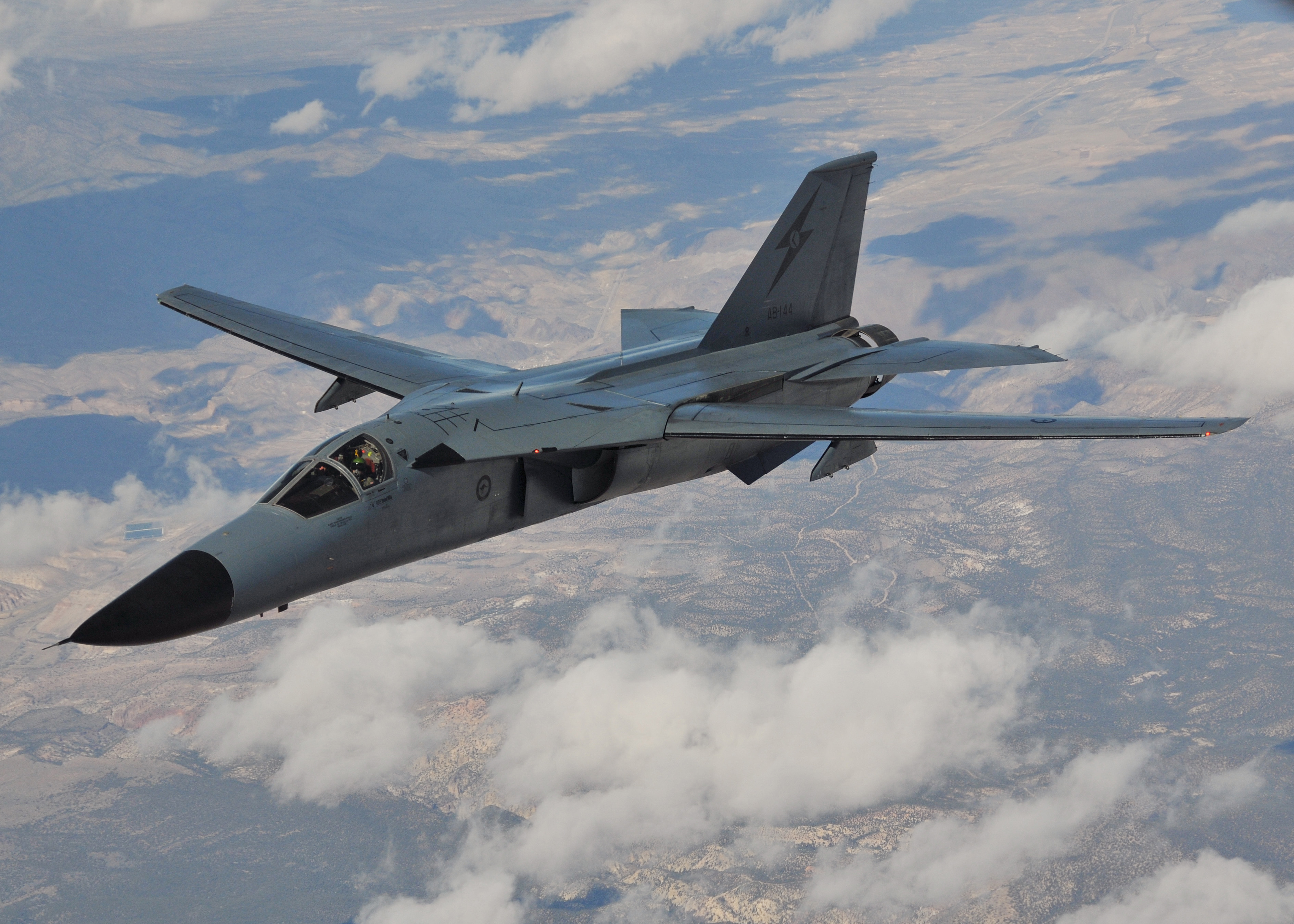
General Dynamics F-111C Aardvark de la Real Fuerza Aérea Australiana. A pesar de que el gobierno de Australia llegó a evaluar el TSR-2, finalmente se decantó por el avión de General Dynamics.

En 1964 se produjo el cambio de legislatura en el Reino Unido que supuso la llegada al gobierno del Partido Laborista, presidido por Harold Wilson. El Partido Laborista, que había sido fuertemente crítico con el proyecto durante su etapa en la oposición, actuó directamente para detener el desarrollo del TSR-2 y elegir otras alternativas. A la Royal Air Force también se le pidió considerar al F-111 como una alternativa de ahorro. En respuesta a las sugerencias de cancelación del programa los empleados de BAC realizaron una marcha de protesta. El nuevo gobierno laborista, que había llegado al poder en 1964, negó por completo que el programa llegaría a cancelarse.
Sin embargo, tras dos reuniones del Gabinete que tuvieron lugar el 1 de abril de 1965, se decidió cancelar el proyecto TSR-2 basándose en los altos costes que había alcanzado el programa. En su lugar se consiguió un acuerdo para adquirir hasta 110 aviones F-111, pero sin un compromiso inmediato para su adquisición.
Esta decisión fue anunciada en el discurso sobre el presupuesto, el 6 de abril de 1965. El primer vuelo de la segunda aeronave del programa de desarrollo, el XR220, estaba previsto que tuviese lugar ese mismo día. Pero un accidente en el transporte de la aeronave hasta Boscombe Down, coincidió con el anuncio de la cancelación del programa, por lo que el segundo prototipo nunca llegó a volar. Esto hizo que solo el primer prototipo, el XR219, fuese el que alzase el vuelo. Una semana más tarde el canciller defendió la decisión en un debate en la Cámara de los Comunes, afirmando que el F-111 sería mucho más barato que el TSR-2.
Dennis Healey, que en el momento de la cancelación del TSR-2 era ministro de defensa, llegó a afirmar:

«El problema con el TSR-2 fue que intentaba combinar la más avanzada tecnología de todos los campos posibles. Los fabricantes de la aeronave y la RAF estaban intentando convencer al Gobierno, mientras que menospreciaban los costes. Pero el coste real del TSR-2 era mucho mayor que sus estimaciones privadas, así que no tengo dudas acerca mi decisión de cancelarlo».
Dennis Healey.

No obstante, la cancelación del programa fue duramente criticada en aquel momento y durante los años posteriores. Personas relacionadas con la industria aeronáutica mostraron su desacuerdo con la decisión, como el jefe de diseño de Hawker Siddeley, Sir Sydney Camm, que llegó a declarar que:

«Todas las aeronaves modernas tienen cuatro dimensiones: envergadura, longitud, altura y política. El TSR-2 simplemente tenía las tres primeras».
Sir Sydney Camm.

Cancelar el TSR-2 no solo suponía un revés para los planes de la Royal Air Force, sino también fue un duro golpe para la industria aeronáutica del Reino Unido. Se llegó a cuestionar el apoyo e interés del gobierno de Harold Wilson a una industria que daba trabajo a cerca de doscientos cincuenta mil trabajadores. A la oposición directa al TSR-2 se unieron otras decisiones perjudiciales para el futuro del sector, ya que unos meses antes, el 19 de noviembre de 1964, anunciaron su intención de abandonar el proyecto Concorde. Un intento que no llegó a fructificar debido a las penalizaciones económicas de la salida del proyecto. Posteriormente, en enero de 1965, se decidió dar fin a otros dos proyectos, el derivado supersónico del avión de despegue vertical P.1127, el Hawker Siddeley P.1154 y el avión de transporte a reacción con capacidad STOVL, el Hawker Siddeley HS.681.

### Sustitución del TSR-2

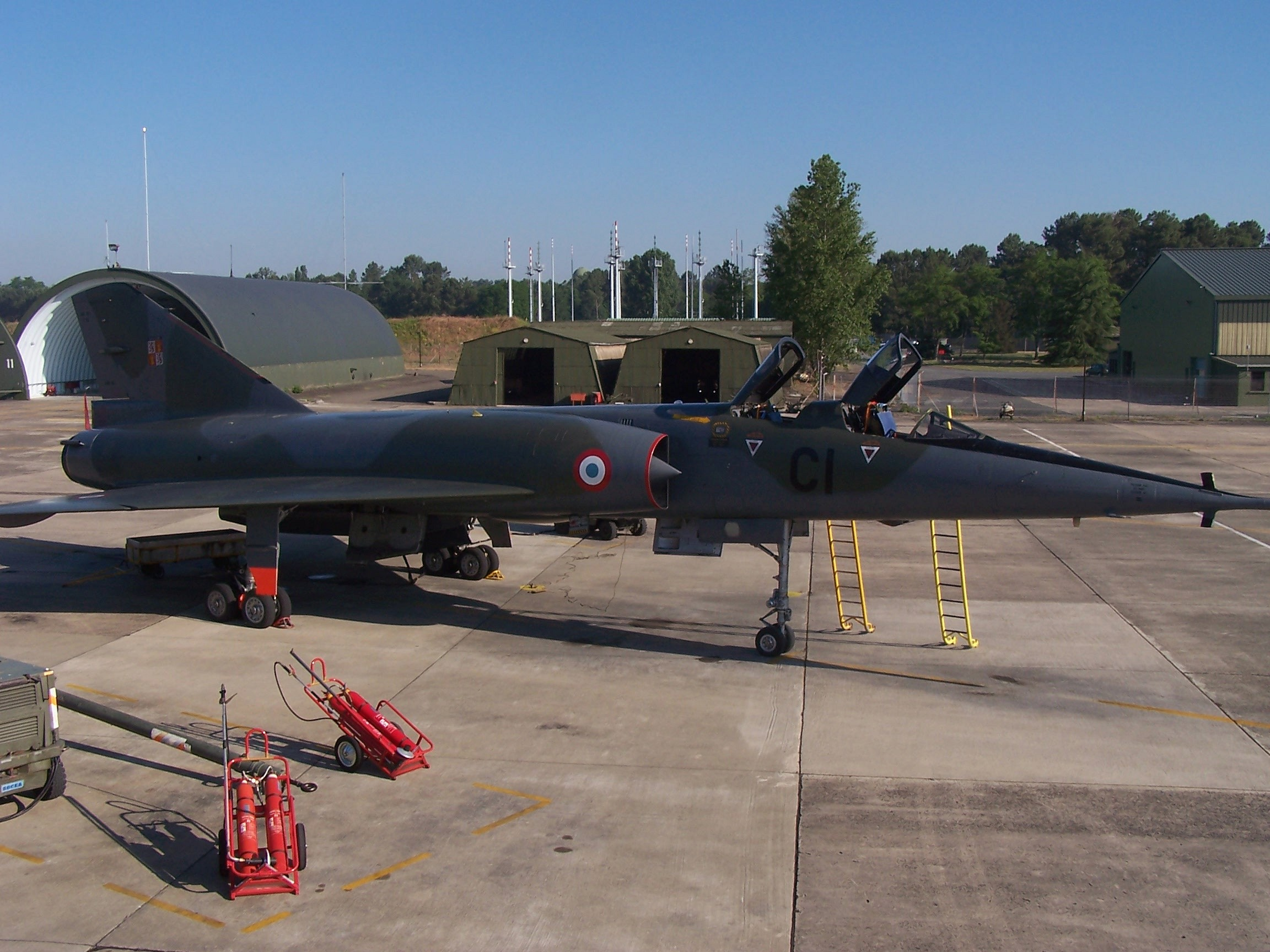
Dassault Mirage IV de la Fuerza Aérea Francesa. Para la sustitución del TSR-2 se evaluó la posibilidad de adquirir el Mirage IV, equipado con motores británicos Rolls-Royce.

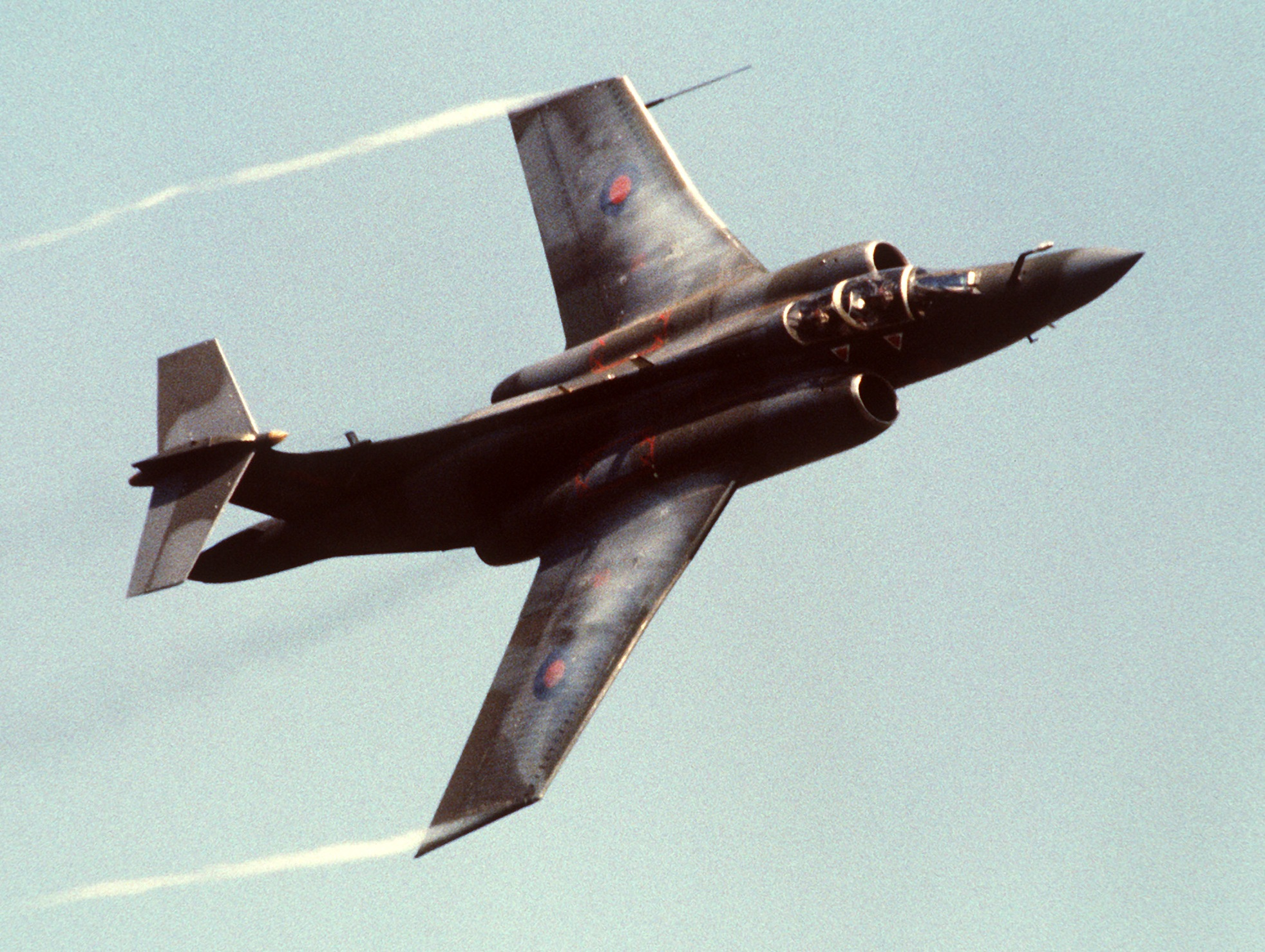
Blackburn Buccaneer S.2 de la Royal Air Force. Aunque inicialmente se desestimó una versión mejorada del Buccaneer, finalmente se incorporó este modelo diseñado originalmente para la Marina Real Británica.

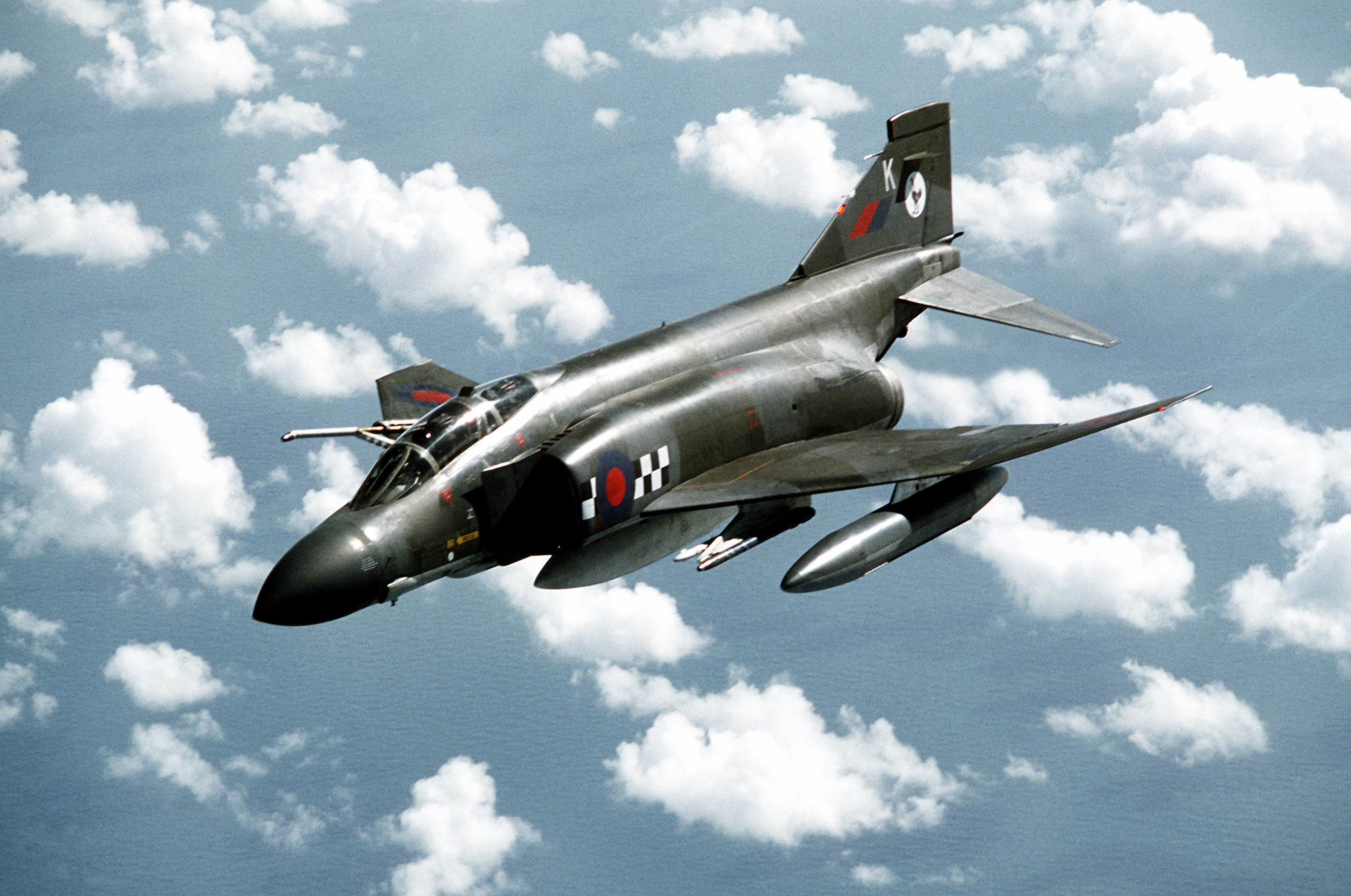
Phantom FG.1 (F-4K) de la Royal Air Force. El gobierno británico eligió al Phantom para rellenar el hueco que suponía la cancelación del TSR-2.

Con el fin de reemplazar el hueco dejado con la cancelación del TSR-2 el Ministerio del Aire primeramente hizo una petición para adquirir el F-111K, una versión del F-111A con las mejoras del F-111C, pero también analizó otras dos opciones: una versión del Dassault Mirage IV equipada con los motores Rolls-Royce Spey (RB.168 Spey 25R), denominada Dassault/BAC Spey-Mirage IV, y una versión modernizada del Blackburn Buccaneer S.2 con nuevos sistemas de ataque y capacidad de reconocimiento aéreo, denominado como Buccaneer 2-Double-Star. Sin embargo, ninguna de las propuestas fueron adquiridas para reemplazar al TSR-2, aunque se reservaba la decisión final hasta la revisión del Libro Blanco de Defensa en 1966. Una nota del ministro de defensa Healy sobre el F-111, y las actas del Gabinete con respecto a la cancelación definitiva del TSR-2, indicaron que la opción favorita del gobierno británico era la del F-111K.
Tras el Libro Blanco de Defensa de 1966 el Ministerio del Aire decidió adquirir dos aviones: el F-111K, con un reemplazo a largo plazo en un proyecto conjunto anglo-francés de aviones de ataque de ala de geometría variable conocido como AFVG (Anglo French Variable Geometry; en español:Geometría Variable Anglo Francesa). Una moción de censura respecto a este tema tuvo lugar el 1 de mayo de 1967, en la que Healey afirmó que el costo del TSR-2 habría sido de 1700 millones de libras durante más de 15 años, incluyendo los gastos de operación, en comparación con 1000 millones de libras que supondría la combinación del F-111K y AFVG.
A pesar de que se hizo un pedido inicial por diez F-111K en abril de 1966, con un pedido adicional de cuarenta unidades en abril de 1967, el programa del F-111K sufrió un enorme aumento de los costes que, junto con la devaluación de la libra, hizo que el coste final del F-111K fuese muy superior a lo previsto en el TSR-2. Debido a que muchos de los problemas técnicos aún no estaban resueltos y, frente a unas estimaciones de rendimiento peores de lo que se había previsto, el pedido de 50 unidades F-111K para la Royal Air Force fue cancelado en enero de 1968. Además, a finales de 1967, se decidió abandonar el proyecto AFVG.
Para proporcionar una alternativa adecuada al TSR-2 la Royal Air Force se apoyó en una combinación del F-4 Phantom II y el Blackburn Buccaneer, algunos de los cuales fueron transferidos de la Marina Real Británica. Estos eran los mismos aviones que la fuerza aérea había ridiculizado con el fin de obtener el TSR-2. No obstante, el Buccaneer demostró tener unas correctas cualidades para el servicio y llegó estar operativo con la fuerza aérea hasta el año 1994. Las versiones del Phantom II para la Marina y la Fuerza Aérea se las designaron como F-4K y F-4M respectivamente, entrando en servicio como Phantom FG.1 (combate / ataque a tierra) y Phantom FGR.2 (combate / ataque a tierra / reconocimiento), permaneciendo en servicio (la versión de combate) hasta 1992.
Los Phantoms de la Royal Air Force fueron reemplazados en las funciones de ataque y reconocimiento por los SEPECAT Jaguar a mediados de los años 1970. En la década de 1980, tanto el Jaguar como el Buccaneer fueron reemplazados de este papel por el cazabombardero Panavia Tornado, un diseño mucho más pequeño que el F-111 o el TSR-2. La experiencia en el diseño del TSR-2 y en el desarrollo de la aviónica del mismo, especialmente en las capacidades de seguimiento del terreno, se emplearon en el programa Tornado.

## Aeronaves supervivientes

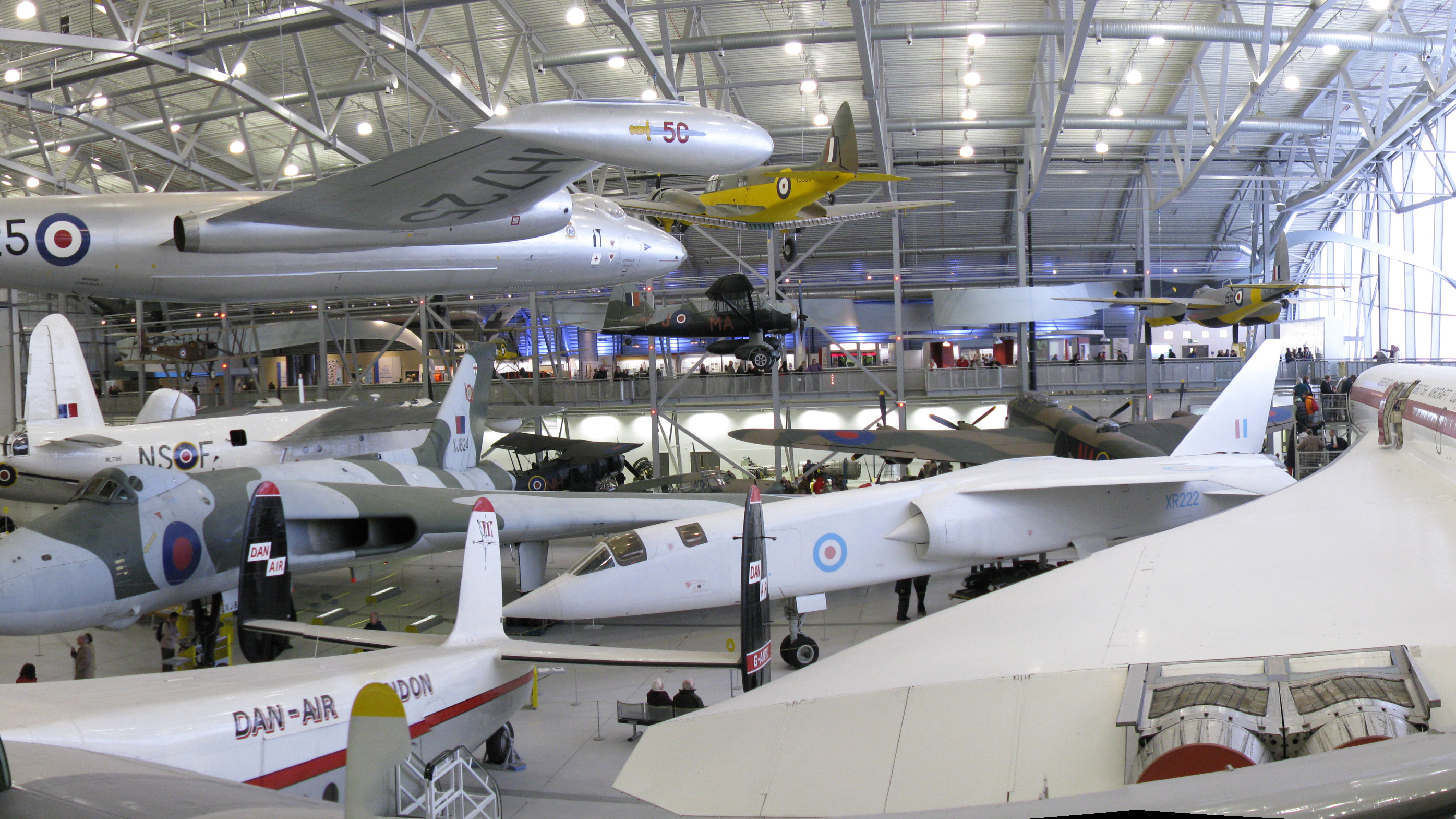
Hangar del Museo Imperial de Guerra de Duxford. En el centro se puede ver al TSR-2 junto a otros proyectos aeronáuticos británicos, como el Concorde, el Avro Vulcan o el Avro Lancaster.

La maquinaria y plantillas empleadas para fabricar el TSR-2, así como muchas de las unidades que estaban parcialmente construidas fueron desguazadas en los seis meses posteriores a la cancelación del programa. De todos los fuselajes fabricados finalmente se salvaron dos: el XR220 (X-02) que está en exposición en el Museo de la Real Fuerza Aérea Británica de Cosford, en Cosford, Shropshire, cerca de Wolverhampton, y el XR222 (X-04), ejemplar menos completo que el anterior, en el Museo Imperial de Guerra de Duxford en Duxford, Cambridgeshire. Asimismo, también se encuentra en exhibición una sección de cabina en el Museo de Brooklands, en Weybridge, Surrey.
El único ejemplar que llegó a volar, el XR219, junto con el completo XR221 y el parcialmente completo XR223, fueron transportados hasta Shoeburyness y empleados como blancos de tiro para comprobar la vulnerabilidad de los fuselajes y sistemas modernos frente a armas de fuego.
La aparente velocidad con la que el proyecto fue desechado ha sido fuente de muchas discusiones desde entonces. El TSR-2, sin embargo, permanece como una duda de cómo podría haber evolucionado la industria aeronáutica del Reino Unido, comparable a la cancelación y destrucción del proyecto de bombardero americano Northrop YB-49, o al interceptor canadiense Avro Canada CF-105 Arrow.

## Especificaciones
Referencia datos: TSR2: Britain's Lost Bomber; The Complete Encyclopedia of World Aircraft.

### Características generales
- Tripulación: 2 (piloto y navegador)
- Longitud: 27,12 m (89 ft)
- Envergadura: 11,27 m (37,14 ft)
- Altura: 7,24 m (23,77 ft)
- Superficie alar: 65,3 m² (702,9 ft²)
- Peso vacío: 24 834 kg (54 750 lb)
- Peso cargado: 36 169 kg (79 573 lb)
- Peso máximo al despegue: 46 980 kg (103 500 lb)
- Planta motriz: 2× turborreactores Bristol Siddeley Olympus B.Ol.22R (Mk. 320).
  - Empuje normal: 22 000 de empuje cada uno.
  - Empuje con postquemador: 30 610 de empuje cada uno.

### Rendimiento
- Velocidad nunca excedida (Vne): 2.285 km/h (Mach 2,15)
- Velocidad máxima operativa (Vno): Mach 1,75 a 40 000 ft/12 000 m
- Alcance: km
- Radio de acción: 750 millas náuticas
- Alcance en ferry: 3690 millas náuticas
- Techo de vuelo: 16 459 m (54 000 ft)
- Régimen de ascenso: (15 000 ft/min)
- Empuje/peso: 0,59

### Armamento
- Bombas: 

  - Red Beard
  - WE.177
- Misiles: 

  - AGM-12 Bullpup
  - AS-30
  - AJ-168 Martel

### Aviónica

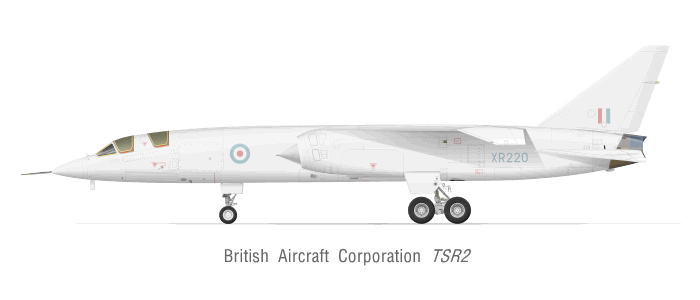
Dibujo de perfil del TSR-2.

- Piloto automático Autonetics Verdan modificado por Elliot Automation
- Ferranti (radar de ataque y seguimiento del terreno)
- Marconi (aviónica general)
- Cossor (IFF)
- Plessey (Radio)

### Desarrollos relacionados
- Panavia Tornado

### Aeronaves similares
- Boeing B-47 Stratojet
- Convair B-58 Hustler
- General Dynamics F-111 Aardvark
- North American A-5 Vigilante
- Republic F-105 Thunderchief
- Sukhoi Su-24
- Tupolev Tu-22
- Dassault Mirage IV
- Avro Canada CF-105 Arrow
- Saab 37 Viggen

### Listas relacionadas
- Anexo:Bombarderos